# Коваленские
Коваленские или Ковалинские — русский дворянский род малороссийского происхождения.

## Происхождение и история рода
Род происходит от украинского священника, чьи сыновья обогатились, служа Екатерине II. В частности, Михаил Иванович (1745-1807), куратор Московского университета и рязанский губернатор, составил первую биографию Сковороды, а Пётр Иванович (ум. 1827) возглавлял в 1799 г. царское представительство в Грузии. Сын его Платон был генерал-майором и начальником местных войск Московского военного округа.
Сын Михаила Ивановича, Илья, был рязанским помещиком. Согласно воспоминаниям его потомка С. М. Соловьёва, юность Ильи Михайловича «оживлялась духом Эпикура и Парни. В рязанской глубинке это означало вольные стишки и небольшой крепостной гарем. Образумила его вовсе не мысль о предстоящей карьере, а неожиданная любовь к собственной крепостной, на которой он, по совету рязанского архиепископа Феофилакта, женился, забросив поэзию, служение Аполлону и Венере и став тем, чем и был, вероятно, всегда — человеком простой церковной веры. Много лет он работал над хронологией библейской истории».
Внук Ильи Михайловича, Михаил Ильич, приобрёл под Москвой небольшую усадьбу Дедово, где жил со своей женой Александрой Григорьевной, известной детской писательницей, дочерью Г. С. Карелина. Их дочь и наследница Ольга вышла замуж за переводчика М. С. Соловьёва, чей сын Сергей Соловьёв и унаследовал дедовскую усадьбу.
Род Коваленских был внесён в VI и II части родословных книг Московской, Харьковской, Рязанской и Екатеринославской губерний (Гербовник, III, 112).